# Trommelaeren van Roesendaele
De Trommelaeren van Roesendaele was een tamboer-, trompetter en jachthoornkorps. Het korps werd op 10 juni 1953 in de Nederlandse stad Roosendaal opgericht door Kees Laros. Het korps startte met 28 leden en groeide uit tot pakweg 160 man. Het was gespecialiseerd in het geven van muzikale show-exercitie.

## Geschiedenis
Gedurende de wederopbouw na de oorlog zag men in de bioscoop Amerikaanse showbands en men vond dat ook in Nederland meer nodig was dan alleen marcheren en het spelen van muziek. Na verloop van tijd ontstonden er op meerdere plaatsen in het land korpsen met zeer uiteenlopende bezettingen, korpsen als Tamboer- en trompetterkorps Ahoy Rotterdam en Jubal Dordrecht. Vaak ook werden de traditionele pijperkorpsen voortkomend uit de CJMV (Christelijke Jonge Mannen Vereniging) omgevormd tot drumfanfare, zoals het tamboer- en pijperkorps Excelsior uit Rotterdam-Zuid, dat Drumfanfare Excelsior werd. Zij voegden composities uit hun repertoire samen tot shows van 10 à 12 minuten. Door daarbij een mars-choreografie op te stellen konden de korpsleden al spelend een aantal figuren maken.

## De organisatie
De muzikale leiding was in handen van Willem Laros (1930 - 4 november 2007), zoon van de oprichter. De artistieke leiding was in handen van kapitein Chr. Bos.
Het korps was onderverdeeld in:
- een tamboerkorps
- een trompetterkorps
- een jachthoornkorps

## De muziek
Men speelde veel eigen werk van dirigent Willem Laros. Bekende werken van hem zijn:
- de Rijsdijk-mars
- de Van Malland-mars
- The New Start

"The New Start” luidde voor het korps een nieuw tijdperk in, het speelde toen op door Laros zelf ontworpen en in Antwerpen gefabriceerde nieuwe instrumenten. Met carnaval, tijdens het concert voor De Moriaan, wordt daarmee nog elk jaar een ode gebracht aan de componist van het nummer.

## De show
De showexercitie op muziek werd ontworpen door kapitein Chr. Bos, die daarbij zijn ervaring inbracht als commandant van het exercitiepeloton van de Koninklijke Luchtmacht. Dat peloton was bekend als het Spookpeloton, dat tijdens de taptoe in Delft ingewikkelde exercitiepatronen uitvoerde, zonder hoorbare commando's. Dat was in die tijd nog zonder de tegenwoordig bekende "oortjes". Er werd gerepeteerd bij de Heilig Hartschool in de gymzaal of op het speelplein van de zusters Franciscanessen. Voor het marcheren werd soms uitgeweken naar het grasveldje voor het Norbertuscollege en op de speelvelden van Vrouwenhof. Ook werd gebruikgemaakt van de Commandokazerne.

## De optredens
Het korps trad op in praktisch ieder land van West-Europa. De Trommelaeren van Roesendaele werden tweemaal kampioen op het Wereld Muziek Concours in Kerkrade (1958 en 1962). Vlak voor een optreden in Wenen in de winter van 1970 kreeg het korps nog een nieuw kostuum. Datzelfde jaar zouden de Roosendaalse muzikanten ook nog drie weken naar Amerika gaan, maar die reis is nooit meer gemaakt.

## Het einde
Naar de mening van de plaatselijke krant maakte een politiek machtsspel in de gemeente in 1970 een abrupt einde aan de vereniging.